# Ettore Romoli
Ettore Romoli (Gorizia, 9 de abril de 1938 – Údine, 14 de junho de 2018) foi um político italiano.

## Carreira
Ele foi um membro da Forza Italia e foi prefeito de Gorizia a partir de 2007 a 2017.

## Morte
Morreu em 14 de junho de 2018, aos 80 anos.